# Dolmen de la Maison des Fées
Le dolmen de la Maison des Fées, nommé aussi dolmen des Pierres chasses, est un dolmen situé à Miré, en France.

## Protection
L'édifice est classé au titre des monuments historiques en 1911.

## Description
Le dolmen est constitué d'une table de couverture trapézoïdale reposant sur quatre orthostates. Toutes les dalles sont en grès éocène (grès à sabalites). Les piliers se touchant aux angles nord et sud, laisse supposer l'existence d'une chambre sépulcrale de forme carrée. Lors de l'aménagement du fossé de la route, l'orthostate située au nord-ouest a été détruite. La partie supérieure de la pierre horizontale comprend une légère excavation.
L'aménagement du chemin a fait passer le fossé au centre du dolmen à une date inconnue. Il n'est pas fait mention d'objets ou de mobiliers retrouvés lors du creusement du fossé.
Selon la légende, ce dolmen aurait été construit par les fées. Sur la dalle de couverture, il serait possible de voir les empreintes laissées par la tête et les mains de la fée ayant transporté la pierre.